# عثار (عمران)
عثار هي إحدى قرى الجمهورية اليمنية. تتبع جغرافيا لمحافظة عمران وإداريًا لمديرية خارف. يبلغ تعداد سكانها 971 نسمة حسب الإحصاء الذي أجري عام 2004.